# Promenade du Bastion
La promenade du Bastion est l’ancien bastion sud défendant la porte principale de la ville de Lectoure (Gers), aménagé en promenade publique à partir de 1778.

## Histoire

### Fortification

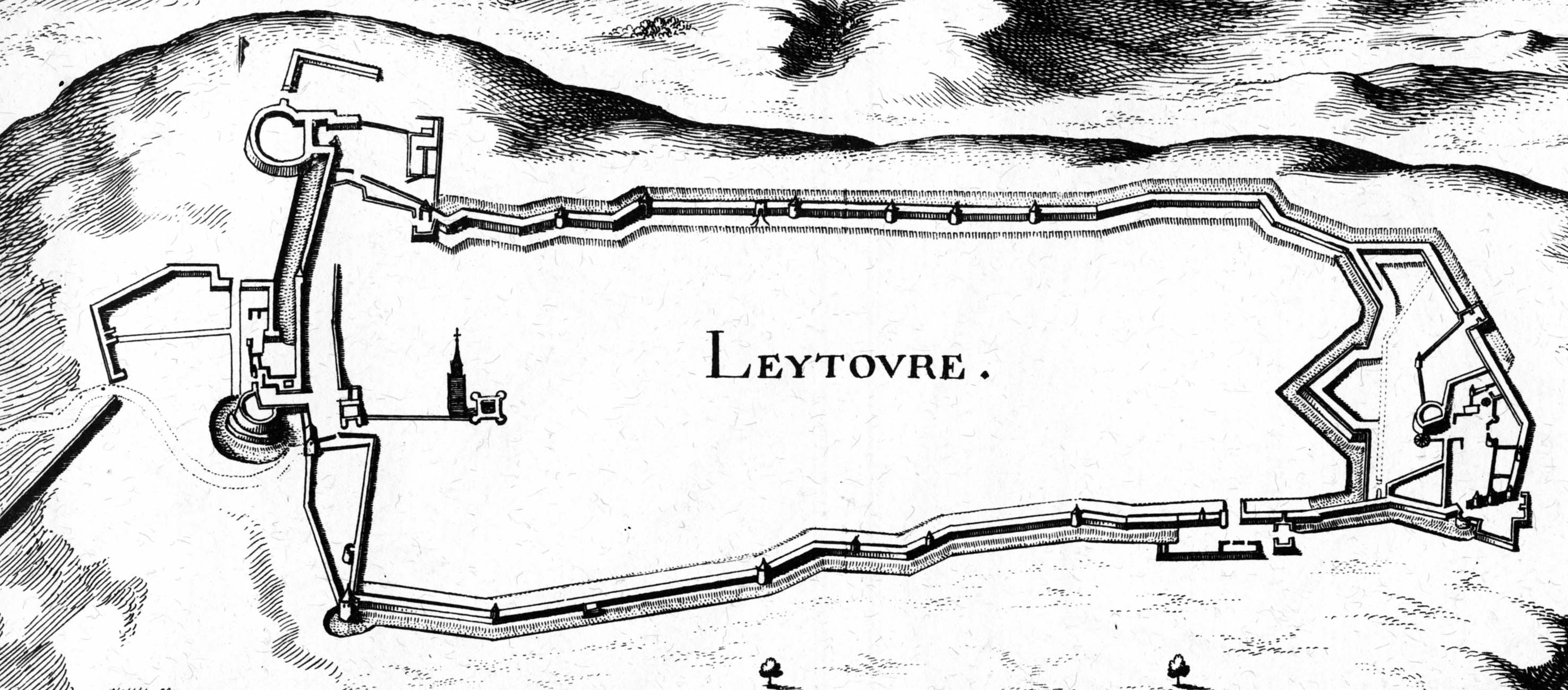
Fortificationd de Lectoure, par Mérian (1655-1661). Le nord est vers le bas. Le bastion sud est à gauche.

La ville de Lectoure est bâtie sur un ancien oppidum gaulois, sur un lobe de plateau orienté est-ouest, défendu de toutes parts par de fortes pentes et des falaises calcaires, sauf à l’endroit où il se rattache à l’est au plateau principal. Au Bas-Empire, les Romains avaient bâti un rempart de protection dans cette zone, où on suppose que se trouvaient les principaux temples et lieux de culte, alors que la cité antique de Lactora se trouvait dans la plaine, au sud. Avec les invasions barbares, la cité détruite se réfugie sur les hauteurs et construit de nouveaux remparts. Le point faible, la partie est de la ville, est équipé de défenses particulièrement soignées. Une porte nommée porte Boucoire, porte Peinte, porte des Jacobins, porte Saint-Gervais selon les époques, avec pont-levis franchissant un fossé, est précédée d’une barbacane circulaire.
Puis, en avant de cette barbacane, on édifie deux bastions, l’un au nord, le plus important, l’autre au sud. Le chemin d’accès à la porte principale est probablement encaissé entre les deux bastions. Ces deux « boulevarts » ne sont alors que des levées de terre, sans autre construction de murailles ou de défenses, généralement élevées à la hâte, en prévision d’une attaque, et qui prendront un caractère définitif avec le temps.
En 1562, lorsque Blaise de Monluc vient faire le siège de la ville alors aux mains des Protestants, il se trouve devant ces deux bastions, occupés par les défenseurs de la ville, sans parapets ni créneaux, simplement abrités derrière des tonneaux et des gabions remplis de terre. Il prend alors le parti de bombarder avec ses trois canons la muraille de la ville située au sud du bastion. Aujourd’hui cette partie est constituée par les jardins en terrasses successives formidablement remblayées de l’ancien évêché, mais à l’époque c’était une partie de la ville qui touchait au rempart : une fois la brèche faite, on pouvait investir la ville directement, à condition de passer au pied du bastion en s’exposant au feu des défenseurs, chose qui ne posait pas de problème à Monluc, bien que des tirs d’arquebuse, depuis le bastion, aient déjà fait des victimes parmi ses hommes. L’attaque porterait à la fois sur la brèche et sur le bastion, au moyen d’échelles. L’opération faillit réussir, mais les Lectourois avaient fait une retirade derrière la brèche (fermé les rues avec des barricades) et creusé une tranchée dans laquelle ils avaient déversé une traînée de poudre. Dès que les hommes de Monluc se virent dans la traînée, ils refluèrent précipitamment. Monluc envisagea donc de recommencer la même opération, mais cette fois de l’autre côté du bastion nord. Cependant, les Lectourois préférèrent capituler dans de bonnes conditions.
Le bastion est achevé en 1580, en même temps qu’on refond l’artillerie « éventée » en prévision de jours difficiles, à l’instigation du roi Henri IV lui-même pour qui Lectoure est « la plus forte ville et plus considérable du pays et la capitale de l’Armagnac ». Mais ce n’est que plus tard, en 1612, que l’on construit les parements en pierre.

### Promenade publique
En 1778, la municipalité décide d’en faire un espace public. Les pauvres de la ville sont employés pour planter les ormeaux de la promenade. Le maréchal d’Empire Jean Lannes aime à dire qu’il a lui-même participé à cet ouvrage, étant jeune (il avait tout au plus dix ans). Le mur est est refait à ce moment.
En 1834, on érige sur la promenade du Bastion la statue du maréchal Lannes, œuvre en marbre blanc du sculpteur Jean-Pierre Cortot. La cérémonie de l’inauguration donne lieu à des fêtes imposantes, où le poète Jasmin, venu d’Agen, vient réciter en gascon son ode au Maréchal Lannes.
Il faut attendre 1839 pour voir réaliser l’escalier monumental, entre deux piliers massifs supportant chacun un lion, ouvert dans le mur est, qui permet l’accès et la vue depuis l’entrée de la ville. En 1859, les ormeaux meurent, ils seront remplacés par des marronniers. En 1880, une taverne en planches est construite à l’ouest du Bastion, qui devient vite le lieu de rendez-vous d’un cénacle d’habitués, décorée de toiles par Paul Noël Lasseran, qui écrit, en 1915, une épopée burlesque en vers, La Taverne pendant la guerre. Elle est agrandie en 1918, et entièrement refaite dans les années 1960. En 1892, on bâtit le kiosque à musique actuel.
En 1844, pour financer la construction de la halle aux grains, la municipalité décide d’aménager une esplanade sur le bastion nord, dit « Petit Bastion », et de vendre le reste pour y faire des habitations.
En 2009, les marronniers plus que centenaires sont ravagés par la tempête Klaus. Ils sont tous arrachés, on en profite pour faire des sondages archéologiques (sans apports significatifs) et on refait le nivellement, l’installation de câbles, et la replantation de 56 nouveaux marronniers.

## Architecture

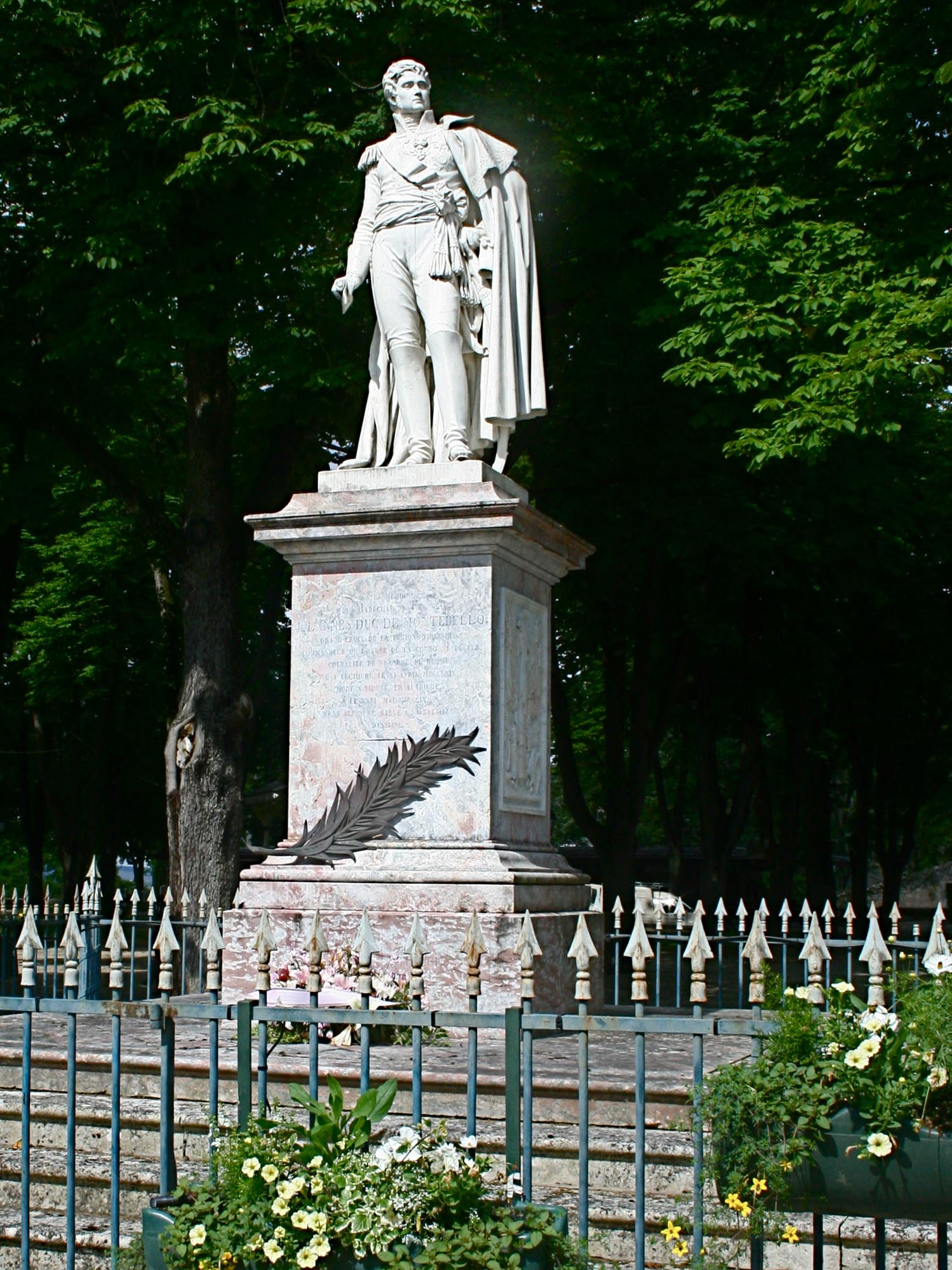
Statue du maréchal Lannes, par Cortot

Le Bastion a la forme d’un polygone irrégulier, suivant au nord la rue nationale, à l’ouest la descente vers Saint-Clair longeant les anciens remparts. Sa forme n’a pas notablement changé depuis le plan de Tassin (1634) ou celui, identique, de Mérian (1655). Il présente toujours dans sa partie sud, la plus élevée en raison de la forte déclivité du terrain, un décrochement ou orillon caractéristique. Un muret à hauteur d’appui fait le tour de la promenade, qui s’ouvre à l’angle nord-ouest et au milieu de la partie nord par des passages, à l’est par le large escalier monumental. La statue du maréchal Lannes, sur un haut piédestal élevé sur six degrés, entourée d’une grille, fait face à l’escalier. Le kiosque à musique octogonal est construit en bois sur un soubassement de pierre.
Le principal attrait du Bastion est sa situation privilégiée avec une vue très dégagée vers le sud qui permet d’embrasser toute la vallée du Gers, les villages environnants, et lorsque les conditions météorologiques le permettent (annonce de mauvais temps à venir), toute la chaîne des Pyrénées, de la Rhune au Canigou, ou à tout le moins la vue du Pic du Midi de Bigorre exactement au sud.
Le socle massif d’une table d’orientation a été posé dans les années 1950, la table d’orientation elle-même, en lave émaillée, ne fut pas posée car on s’aperçut au dernier moment qu’elle comportait des erreurs. On peut cependant la voir, avec une erreur supplémentaire de décalage du point de vue, dans le jardin des Marronniers de l’hôtel de ville. La table d’orientation qui se trouve actuellement, plus symbolique que topographique, en fer soudé, fut réalisée et offerte à la fin des années 1960 par un Lectourois, M. Vetter.